# Арцахбанк
ЗАТ «Арцахбанк» створений 12 лютого 1996 відповідно до рішення акціонерів банку на генеральній нараді. 6 листопада 1996 ЗАТ «Арцахбанк» перетворений в ВАТ «Арцахбанк» відповідно до рішення акціонерів банку на генеральній нараді. 24 червня 2001 ВАТ «Арцахбанк» реорганізовано в ЗАТ «Арцахбанк».
ЗАТ «Арцахбанк» мав 141 млн прибутку у 2001: активи банку становили 6073 млн. драмів, що вдвічі більше, ніж у попередньому випадку, займаючи друге місце серед вірменських банків. Кредитні вкладення збільшилися на 180,7% — 3457 млн драмів. За ліквідністю та нормою рентабельності банк займає одне з перших місць в банківській системі Вірменії.
Банк є акціонером ЗАТ «АрКа» та повним членом системи «АрКа», членом Europay/Master Card міжнародної платіжної системи, а також членом SWIFT системи.
Основними акціонерами банку є: 
Вардан Сірмейкс 38,6%, Грач Капріелян 38,6%, Камо Нерсісян 10,1%, Арден Селефян 5,0% Швейцарія.
Банк обслуговує 4257 клієнтів: 3329 фізичних та 928 юридичних осіб. Банк має 253 співробітників. Має 7 філій в Єревані.
Станом на 30 червня 2007 року загальний капітал банку склав AMD 4 199 642 тисячі; активи AMD 24 700 442 тисячі, зобов'язання — 20 500 AMD 800 тисяч.